# Championnat de Colombie de football 1979
Navigation
Saison précédente Saison suivante
La saison 1979 du Championnat de Colombie de football est la trente-deuxième édition du championnat de première division professionnelle en Colombie. Les quatorze meilleures équipes du pays sont regroupées au sein d'une poule unique, où elles s'affrontent lors de deux tournois saisonniers, disputés en matchs aller et retour. La phase finale pour le titre voit s'affronter les huit meilleures équipes sur l'ensemble des deux tournois lors d'une compétition en deux tours de poule. À l'issue de la compétition, il n'y a ni promotion, ni relégation.
C'est le club de l'América de Cali qui remporte la compétition, après avoir terminé en tête du Cuadrangular, devant l'Independiente Santa Fe et l'Unión Magdalena. C'est le tout premier titre de champion de l'histoire du club.

## Les clubs participants
| - Independiente Santa Fe - CD Los Millonarios - Deportes Tolima - Atlético Bucaramanga - Once Caldas - Independiente Medellin - Unión Magdalena | - Atlético Nacional - Deportivo Pereira - América de Cali - Cucuta Deportivo - Deportes Quindio - Deportivo Cali - Atlético Junior |

## Compétition
Le barème utilisé pour établir le classement est le suivant :
- Victoire : 2 points
- Match nul : 1 point
- Défaite : 0 point

### Tournoi Ouverture

#### Classement
| Rang | Équipe                 | Pts | J  | G  | N  | P  | Bp | Bc | Diff |
| ---- | ---------------------- | --- | -- | -- | -- | -- | -- | -- | ---- |
| 1    | Deportivo Cali         | 34  | 26 | 13 | 8  | 5  | 37 | 27 | +10  |
| 2    | América de Cali        | 34  | 26 | 13 | 8  | 5  | 29 | 19 | +10  |
| 3    | Once Caldas            | 33  | 26 | 13 | 7  | 6  | 42 | 24 | +18  |
| 4    | Atlético Junior        | 32  | 26 | 13 | 6  | 7  | 36 | 27 | +9   |
| 5    | Unión Magdalena        | 27  | 26 | 9  | 9  | 8  | 27 | 25 | +2   |
| 6    | Independiente Medellín | 27  | 26 | 9  | 9  | 8  | 34 | 30 | +4   |
| 7    | Independiente Santa Fe | 26  | 26 | 5  | 16 | 5  | 34 | 33 | +1   |
| 8    | CD Los MillonariosT    | 26  | 26 | 11 | 4  | 11 | 42 | 37 | +5   |
| 9    | Atlético Nacional      | 24  | 26 | 8  | 8  | 10 | 32 | 38 | -6   |
| 10   | Deportes Quindío       | 24  | 26 | 7  | 10 | 9  | 27 | 24 | +3   |
| 11   | Atlético Bucaramanga   | 23  | 26 | 8  | 7  | 11 | 34 | 38 | -4   |
| 12   | Deportivo Pereira      | 22  | 26 | 8  | 6  | 12 | 33 | 37 | -4   |
| 13   | Cúcuta Deportivo       | 22  | 26 | 6  | 10 | 10 | 27 | 40 | -13  |
| 14   | Deportes Tolima        | 10  | 26 | 2  | 6  | 18 | 23 | 58 | -35  |

- Les deux premiers obtiennent leur billet pour les demi-finales du Cuadrangular, quel que soit leur résultat lors du tournoi Clôture.

### Tournoi Clôture

#### Classement
Groupe A :
| Rang | Équipe                 | Pts | J  | G  | N | P  | Bp | Bc | Diff |
| ---- | ---------------------- | --- | -- | -- | - | -- | -- | -- | ---- |
| 1    | América de Cali        | 31  | 21 | 13 | 5 | 3  | 33 | 14 | +19  |
| 2    | Deportivo Cali         | 27  | 21 | 11 | 5 | 5  | 30 | 21 | +9   |
| 3    | Unión Magdalena        | 25  | 21 | 10 | 5 | 6  | 24 | 20 | +4   |
| 4    | Atlético Junior        | 22  | 21 | 7  | 8 | 6  | 25 | 24 | +1   |
| 5    | CD Los MillonariosT    | 21  | 21 | 7  | 7 | 7  | 35 | 26 | +9   |
| 6    | Once Caldas            | 18  | 21 | 7  | 4 | 10 | 34 | 29 | +5   |
| 7    | Independiente Medellín | 11  | 21 | 3  | 5 | 13 | 15 | 42 | -27  |

Groupe B :
| Rang | Équipe                 | Pts | J  | G  | N  | P  | Bp | Bc | Diff |
| ---- | ---------------------- | --- | -- | -- | -- | -- | -- | -- | ---- |
| 1    | Deportivo Pereira      | 27  | 21 | 11 | 5  | 5  | 42 | 32 | +10  |
| 2    | Atlético Nacional      | 23  | 21 | 5  | 13 | 3  | 26 | 23 | +3   |
| 3    | Deportes Quindío       | 22  | 21 | 7  | 8  | 6  | 26 | 21 | +5   |
| 4    | Independiente Santa Fe | 22  | 21 | 7  | 8  | 6  | 32 | 28 | +4   |
| 5    | Atlético Bucaramanga   | 19  | 21 | 7  | 5  | 9  | 27 | 36 | -9   |
| 6    | Cúcuta Deportivo       | 13  | 21 | 1  | 11 | 9  | 19 | 31 | -12  |
| 7    | Deportes Tolima        | 13  | 21 | 3  | 7  | 11 | 16 | 37 | -21  |

### Classement cumulé
| Rang | Équipe                 | Pts | J  | G  | N  | P  | Bp | Bc | Diff |
| ---- | ---------------------- | --- | -- | -- | -- | -- | -- | -- | ---- |
| 1    | América de Cali        | 65  | 47 | 26 | 13 | 8  | 62 | 33 | +29  |
| 2    | Deportivo Cali         | 61  | 47 | 24 | 13 | 10 | 67 | 48 | +19  |
| 3    | Atlético Junior        | 54  | 47 | 20 | 14 | 13 | 61 | 51 | +10  |
| 4    | Unión Magdalena        | 52  | 47 | 19 | 14 | 14 | 51 | 45 | +6   |
| 5    | Once Caldas            | 51  | 47 | 20 | 11 | 16 | 76 | 53 | +23  |
| 6    | Deportivo Pereira      | 49  | 47 | 19 | 11 | 17 | 75 | 69 | +6   |
| 7    | Independiente Santa Fe | 48  | 47 | 12 | 24 | 11 | 66 | 61 | +5   |
| 8    | CD Los MillonariosT    | 47  | 47 | 18 | 11 | 18 | 77 | 63 | +14  |
| 9    | Atlético Nacional      | 47  | 47 | 13 | 21 | 13 | 58 | 61 | -3   |
| 10   | Deportes Quindío       | 46  | 47 | 14 | 18 | 15 | 53 | 45 | +8   |
| 11   | Atlético Bucaramanga   | 42  | 47 | 15 | 12 | 20 | 61 | 74 | -13  |
| 12   | Independiente Medellín | 38  | 47 | 12 | 14 | 21 | 49 | 72 | -23  |
| 13   | Cúcuta Deportivo       | 35  | 47 | 7  | 21 | 19 | 46 | 71 | -25  |
| 14   | Deportes Tolima        | 23  | 47 | 5  | 13 | 29 | 39 | 95 | -56  |

|  | Qualification pour les demi-finales du Cuadrangular |
|  | T: Tenant du titre                                  |

- L'Atlético Nacional se qualifie grâce à sa deuxième place obtenue dans le groupe B du Tournoi Clôture.

### Demi-finales

#### Groupe A
| Rang | Équipe            | Pts | J | G | N | P | Bp | Bc | Diff |  | Résultats (▼ dom., ► ext.) | Jun | ACa | Per | Nac |
| ---- | ----------------- | --- | - | - | - | - | -- | -- | ---- |  | -------------------------- | --- | --- | --- | --- |
| 1    | Atlético Junior   | 8   | 6 | 3 | 2 | 1 | 6  | 3  | +3   |  | Atlético Junior            |     | 2-0 | 2-0 | 2-1 |
| 2    | América de Cali   | 6   | 6 | 2 | 2 | 2 | 6  | 7  | -1   |  | América de Cali            | 2-0 |     | 1-0 | 0-0 |
| 3    | Deportivo Pereira | 5   | 6 | 1 | 3 | 2 | 5  | 7  | -2   |  | Deportivo Pereira          | 0-0 | 1-1 |     | 2-1 |
| 4    | Atlético Nacional | 5   | 6 | 1 | 3 | 2 | 8  | 8  | 0    |  | Atlético Nacional          | 0-0 | 4-2 | 2-2 |     |

|  | Qualification pour le Cuadrangular |
|  | T: Tenant du titre                 |

#### Groupe B
| Rang | Équipe                 | Pts | J | G | N | P | Bp | Bc | Diff |  | Résultats (▼ dom., ► ext.) | Mag | SFe | DCa | OCa |
| ---- | ---------------------- | --- | - | - | - | - | -- | -- | ---- |  | -------------------------- | --- | --- | --- | --- |
| 1    | Unión Magdalena        | 7   | 6 | 2 | 3 | 1 | 5  | 2  | +3   |  | Unión Magdalena            |     | 0-0 | 2-0 | 3-1 |
| 2    | Independiente Santa Fe | 7   | 6 | 2 | 3 | 1 | 9  | 6  | +3   |  | Independiente Santa Fe     | 1-0 |     | 1-1 | 5-2 |
| 3    | Deportivo Cali         | 6   | 6 | 1 | 4 | 1 | 5  | 4  | +1   |  | Deportivo Cali             | 1-1 | 3-0 |     | 3-0 |
| 4    | Once Caldas            | 4   | 6 | 1 | 2 | 3 | 5  | 12 | -7   |  | Once Caldas                | 0-0 | 2-1 | 0-0 |     |

|  | Qualification pour le Cuadrangular |

### Cuadrangular
| Rang | Équipe                 | Pts | J | G | N | P | Bp | Bc | Diff |  | Résultats (▼ dom., ► ext.) | ACa | SFe | Mag | Jun |
| ---- | ---------------------- | --- | - | - | - | - | -- | -- | ---- |  | -------------------------- | --- | --- | --- | --- |
| 1    | América de Cali        | 8   | 6 | 3 | 2 | 1 | 6  | 3  | +3   |  | América de Cali            |     | 1-0 | 2-0 | 0-0 |
| 2    | Independiente Santa Fe | 8   | 6 | 4 | 0 | 2 | 6  | 5  | +1   |  | Independiente Santa Fe     | 1-0 |     | 2-0 | 2-1 |
| 3    | Unión Magdalena        | 7   | 6 | 3 | 1 | 2 | 10 | 7  | +3   |  | Unión Magdalena            | 1-1 | 3-0 |     | 4-1 |
| 4    | Atlético Junior        | 1   | 6 | 0 | 1 | 5 | 4  | 11 | -7   |  | Atlético Junior            | 1-2 | 0-1 | 1-2 |     |

|  | Qualification pour la Copa Libertadores 1980 |

## Bilan de la saison
| Championnat de Colombie de football 1979 |                             |
| Champion                                 | América de Cali (1er titre) |
| Qualifications continentales             |                             |
| Copa Libertadores 1980                   | América de Cali             |
| Copa Libertadores 1980                   | Independiente Santa Fe      |
| Promotions et relégations                |                             |
| Promus en Primera A                      | Aucun                       |
| Relégués en Primera B                    | Aucun                       |